# La Cage de verre (film)
Pour les articles homonymes, voir La Cage de verre (homonymie).
Pour plus de détails, voir Fiche technique et Distribution.
La Cage de verre est un film franco-israélien réalisé par Philippe Arthuys et Jean-Louis Levi-Alvarès, sorti en 1965.

## Fiche technique
- Titre : La Cage de verre
- Autre titre : La Maille et le Filet
- Réalisation : Philippe Arthuys et Jean-Louis Levi-Alvarès
- Scénario et dialogues : Philippe Arthuys
- Photographie : Georges Pessis
- Son : Christian Hackspill
- Musique : Philippe Arthuys
- Montage : Sylvie Blanc et Jean-Louis Levi-Alvarès
- Production : A.D. Matalon - Eurodis - Noy Films - Selcincs - Telecinex
- Pays :  France -  Israël
- Durée : 85 minutes
- Date de sortie : 
  - France : 17 novembre 1965

## Distribution
- Georges Rivière : Claude
- Françoise Prévost : Hélène
- Jean Négroni : Pierre
- Maurice Poli : Antoine
- Dina Doron : Sonia
- Rina Ganor : Tamar